# Stary Węgliniec
Stary Węgliniec (niem. Alt Kohlfurt/ Kohlfurt-Dorf) – wieś w Polsce, położona w województwie dolnośląskim, w powiecie zgorzeleckim, w gminie Węgliniec.
W latach 1945–1954 w gminie Ruszów, w 1954 przejściowo w gromadzie Węgliniec, 1954-1962 w granicach osiedla Węgliniec, 1961-1972 w gromadzie Czerwona Woda, od 1973 w gminie Węgliniec.

## Podział administracyjny
W latach 1975–1998 miejscowość należała administracyjnie do województwa jeleniogórskiego.

## Demografia
Według Narodowego Spisu Powszechnego (III 2011 r.) liczył 1033 mieszkańców. Jest trzecią co do wielkości miejscowością gminy Węgliniec.

## Położenie
Miejscowość leży w Borach Dolnośląskich, nad rzeką Czerną Małą, przy drodze wojewódzkiej nr 296 i linii kolejowej nr 282.

## Nazwa
12 listopada 1946 nadano miejscowości polską nazwę Stary Węgliniec.

## Historia

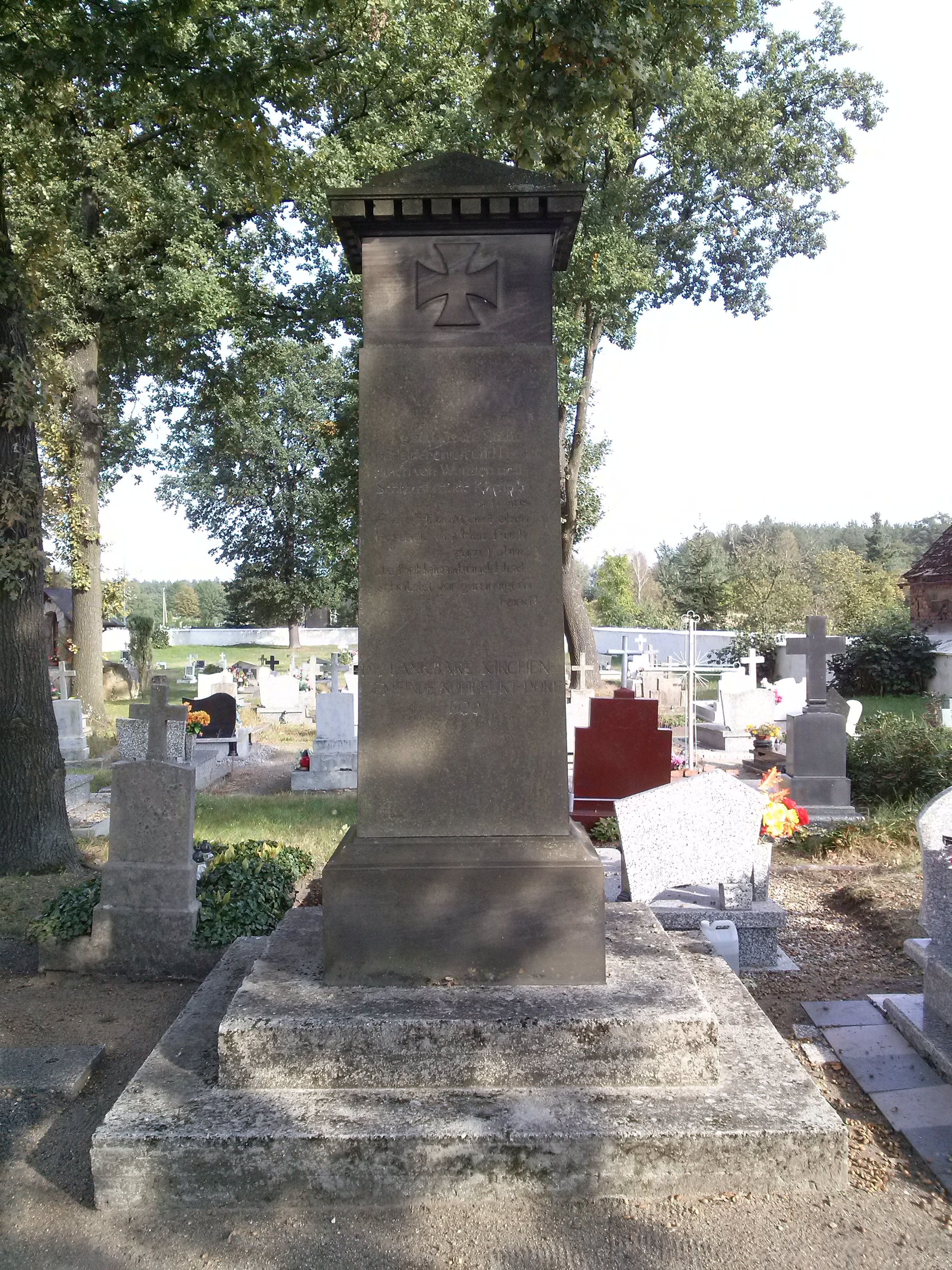
Pomnik poległych w czasie I wojny światowej na przykościelnym cmentarzu

Miejscowość powstała w XVI w. wokół kuźni żelaza (która pracowała do 1760), należała do dóbr rady miejskiej Zgorzelca. W latach wojny siedmioletniej i wojen napoleońskich (1813 r.), Stary Węgliniec był grabiony i zmuszany do płacenia kontrybucji różnym przechodzącym przez niego wojskom. Po II wojnie światowej w Starym Węglińcu osiedlili się repatrianci, głównie z dawnych kresów II Rzeczypospolitej (z województwa stanisławowskiego). Od 2001 r. corocznie organizowana jest Noc Świętojańska z różnymi atrakcjami, zabawami i konkursami. We wrześniu 2010 r. został oddany do użytku kompleks boisk wielofunkcyjnych.

## Zabytki

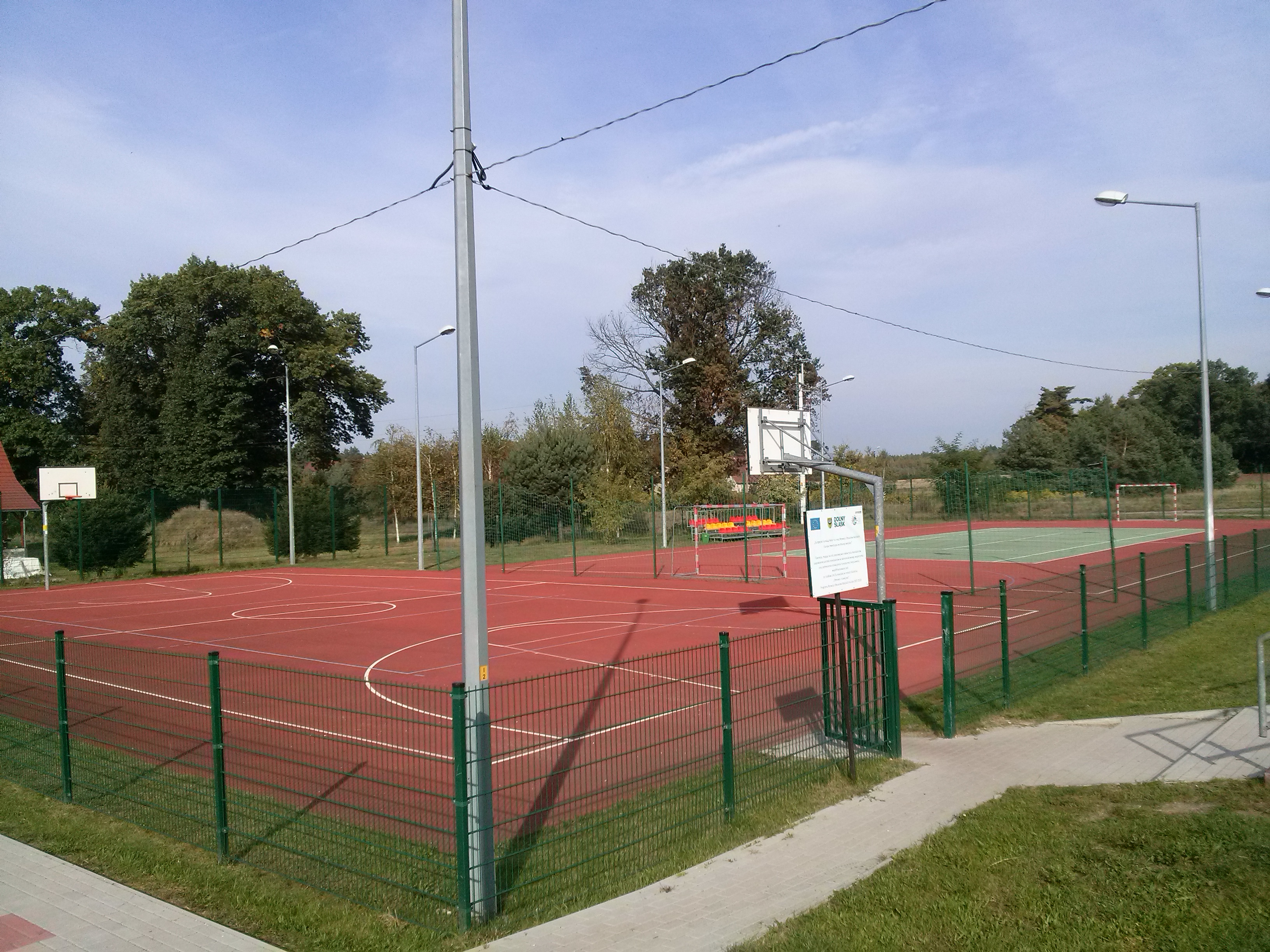
Kompleks boisk sportowych Orlik

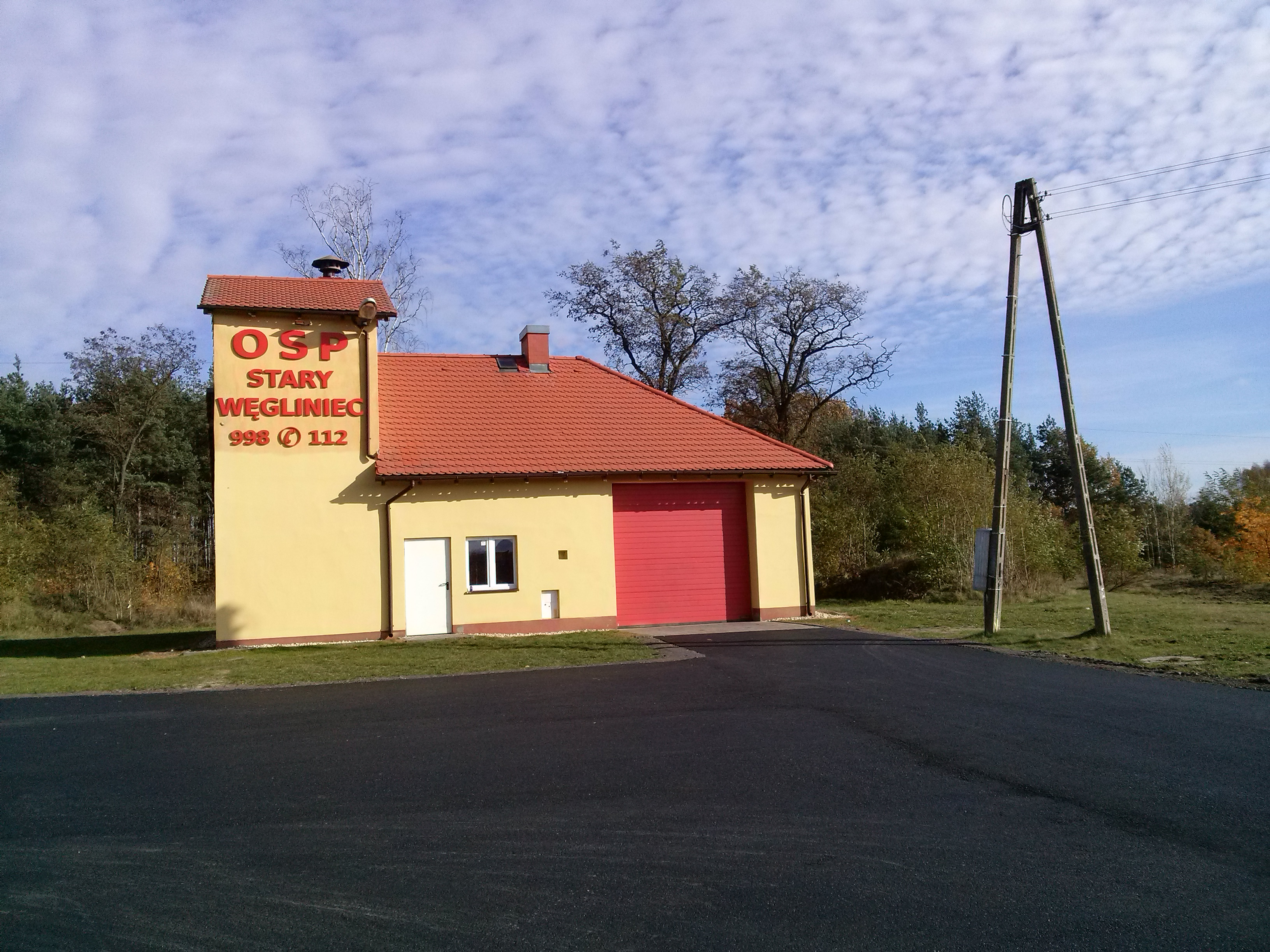
Remiza OSP w Starym Węglińcu

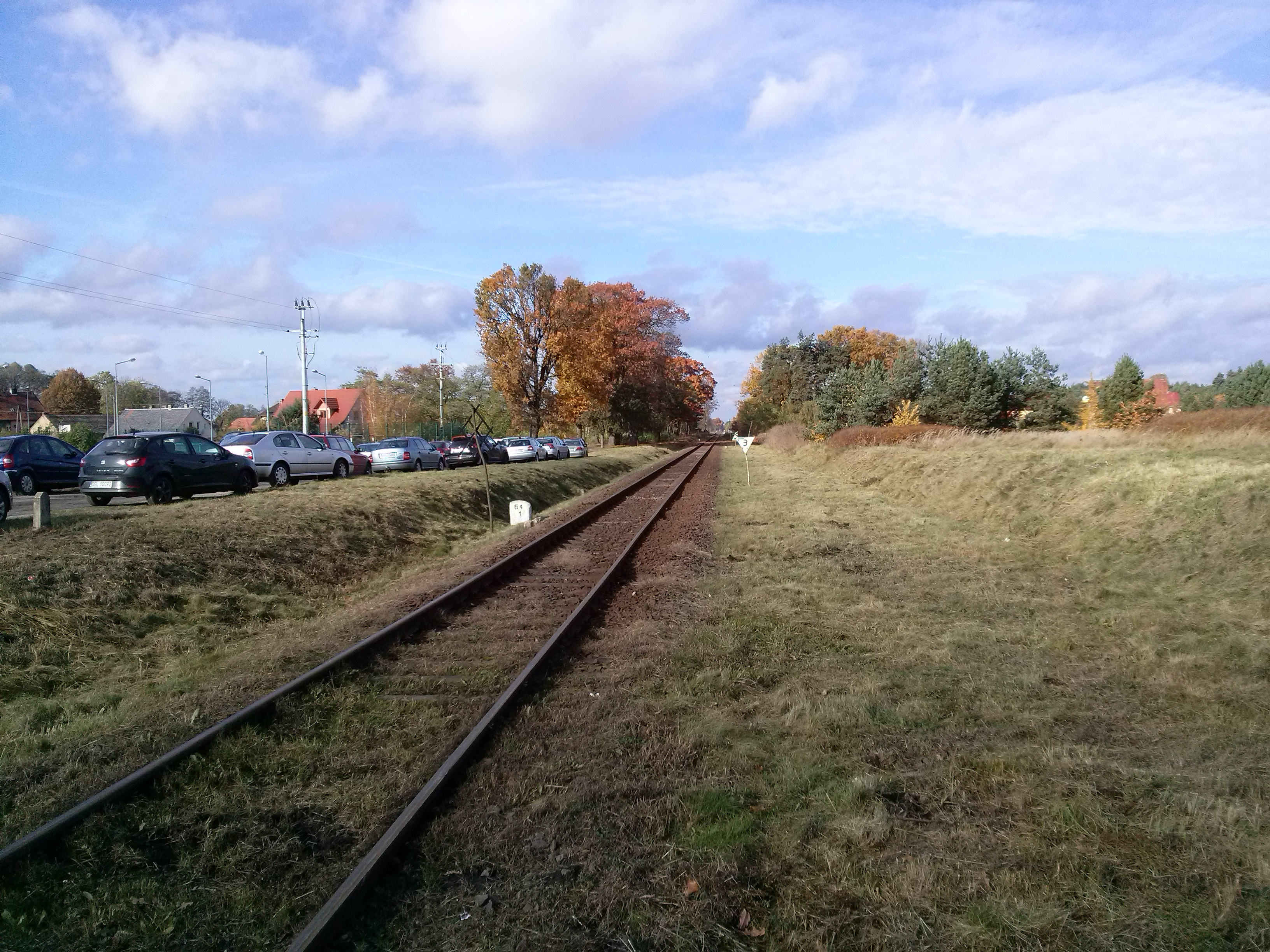
Widok na linię kolejową w kierunku Ruszowa

Do wojewódzkiego rejestru zabytków wpisany jest:
- kościół parafialny pw. Matki Bożej Szkaplerznej, z XVII w. Pierwsza, drewniana, katolicka kaplica na miejscu obecnego kościoła powstała w 1562 r., inna podawana data to 1518 r. Została ona rozebrana w 1687 roku, czyniąc miejsce obecnej, murowanej świątyni. Był to wówczas kościół ewangelicki św. Anny. Kościół był rozbudowywany na przestrzeni kilku wieków: przedsionek dobudowano w XVIII wieku, wieża kościoła pochodzi z końca XIX wieku, a zakrystia powstała poprzez rozbudowanie dawnej kostnicy w 1962 roku. W 1946 r. kościół ponownie został przejęty przez katolików i poświęcony Matce Boskiej Szkaplerznej. Do lat 80. XX wieku w kościele znajdowały się organy z końca XVII wieku. W 1996 r. zamontowano na wieży kościoła zegar. W 2010 r. dokonano renowacji elewacji zewnętrznej oraz wymieniono pokrycie dachowe. W kościele znajdują się m.in.:
- renesansowa ambona z XVII wieku z wyobrażeniami czterech ewangelistów
- klasycystyczny ołtarz z końca XVII wieku, odrestaurowany w 1996 roku; w centrum ołtarza znajduje się kopia obrazu Matki Boskiej Kochawińskiej, namalowana przez Stanisława Wolfa
- malowidła z początku XVIII wieku, przedstawiające sceny ze Starego i Nowego Testamentu

## Ochotnicza Straż Pożarna
Ochotnicza Straż Pożarna w Starym Węglińcu powstała prawdopodobnie w roku 1945, jednak z powodu braku materiałów źródłowych za oficjalną datę powstania przyjmuje się rok 1947.